# Whirlpool
Whirlpool är ett amerikanskt företag som är en av världens största tillverkare av vitvaror.

## Historik
Företaget bildades 1911 i St. Joseph, Michigan, USA. Ignis köptes upp av Whirlpool 1989. År 1986 köpte Whirlpool Kitchen Aid. Whirlpool blev därmed den tredje största tillverkaren av vitvaror i Europa. År 1989 bildades ett samriskföretag-samarbete med Philips för att öka marknadspositionen på europeiska marknaden. Två år senare köptes Philips vitvarudivision. 

## Fabriker
Frankrike
- Amiens - fabriken stängdes 2018

Tyskland
- Neuenkirchen - fabriken stängdes 2012
- Schorndorf - fabriken stängdes 2012

Italien
- Neapel
- Siena
- Trento
- Cassinetta

Slovakien
- Poprad

Sverige
- Norrköping - tillverkade mikrovågsugnar (Se även NEFA)[1]

Kina
- Hongkong

Sydafrika
- Gardenview

Brasilien
- São Paulo

USA
- Benton Harbour
- Med flera